# ノータム
ノータム（NOTAM）とは航空情報の一種であり、航空関係施設、業務、方式と危険等に係わる設定や状態、変更等についての情報である。"Notice To Airmen"または"Notice To Air Mission" の頭字語。

## 概要
NOTAMは上記のような情報を操縦士等に知らせることが目的で、その情報の内容が一時的かつ短期間のものが中心である。恒久的変更は航空路誌改訂版（AIP Amendments）、長期間に亘る情報は航空路誌補足版（AIP Supplements）の発行を基本とする。しかしながら、通知するための時間的な余裕がない場合にはNOTAMで発表される。
国際民間航空条約第15付属書「航空情報業務（Aeronautical Information Services）」の指針に従い、航空官署が作成・送信する。日本では、2007年（平成19年）7月1日から成田国際空港に置かれた国土交通省航空局航空情報センター（AISセンター）の運用が開始され、NOTAM等の航空情報を一元的に管理・発行をしている。

航空自衛隊では府中基地の飛行情報隊がNOTAMなどを取り扱う。
NOTAMは様々な理由で発行（発表）される。例えば：
- 進入灯や滑走路末端灯といった飛行場灯火の故障
- 滑走路や誘導路などの閉鎖
- 航空保安無線施設の故障
- 軍事演習やロケット打上げなどによる空域制限。この際海上保安庁が航行警報による周知徹底を図り、海上自衛隊が監視任務を担当する。
- 航空ショーやパラシュート降下といった危険要因
- 飛行場の周辺での一時的な障害物の建設（クレーン等の使用）
- 国家元首などの重要人物が搭乗した機の飛来
- 航空障害灯等の故障

目的のルートの近辺や目的地でのNOTAMを操縦士等が確認できるようにするソフトウェアも存在する。

## フォーマット
- 最初に発行日時分と発行機関（日本の場合は航空情報センター、略号で「RJAAYNYX」と表現）が表示されることもある。
- 次の行ではNOTAM番号と、新規（NOTAMN）なのか変更（NOTAMR）なのか取り消し（NOTAMC)なのかを示すNOTAM識別符号が表示される。
- 'Q' 行はクオリファラインと呼ばれ、「/」で区切って以下の内容が表示される。

1. 関連する飛行情報区（FIR）のICAO地点略号。
2. Q符号。Qの次の4つの文字が基本的なNOTAMの記述で、2・3文字目が主題（Subject）、4・5文字目が状態（Condition）を示す。これはICAOの定めるNOTAM CODE表で符号化/復号できる。
3. 飛行方式（Traffic）。計器飛行方式（IFR）はI、有視界飛行方式はV、双方に関係するときはIVとなる。
4. 目的取扱区分（Purpose）。Nは航空機運航者が直ちに注意すべきもの、Bは飛行前情報ブリテン（PIB）、Oは運航に関するもの、Mはその他を示し、複数に係わるときは複数の文字が表示される。
5. 範囲（Scope）。Aは飛行場、Eはエンルート、Wはナビゲーションウォーニングを示し、複数に係わるときは複数の文字が表示される。
6. 下限フライト・レベル。
7. 上限フライト・レベル。高さを含まない情報は6・7項めを000/999とする。
8. 地理的範囲。中心の緯度経度と半径（NM）が表示される。

- 'A' 行はNOTAMに係わる飛行場または飛行情報区（FIR）のICAOコードである。発信元の飛行場から数百キロメートル離れた範囲にまでNOTAMの影響が及ぶことがある。
- 'B' 行はNOTAMの開始日時で、'C' 行はNOTAMの終了日時である。日付は YY/MM/DD フォーマットで、西暦下2桁/2桁の月/2桁の日 2桁の時（24時式）：2桁の分。時刻はUTCである（GMTまたはZ時の別名でも知られている）。
- 'D' 行はいつもあるわけではない。NOTAMの影響する時間が1日24時間以内で、それが何日か続く場合に使われる。例えば、パラシュート降下訓練は日中のうち数時間程度の短い期間内に行なわれることが多いが、それが数日間続くこともある。
- 'E' 行はNOTAM内容の完全な記述である。Q符号だけでは記述しきれない情報も補足される。かなり省略された英語だが、この略語はICAOの定める略語表で符号化/復号できる。
- 'F' 行と 'G' 行がある時はNOTAMの高度制限が定められている。一般的に、SFCは表面高さまたはGNDが地表面を意味し、UNLは無制限の高さを意味する。その他の高度は、フィートやフライトレベルや両者の組み合わせが使われる。高度制限のない場合には表示されない。

なお、以前は文字情報のみで通知されていたが、最近は日本をはじめいくつかの国でグラフィックノータムが導入されており、一部の空港の滑走路、誘導路、エプロンの閉鎖区域や制限区域がグラフィック化されたものを、インターネットで閲覧することができる。

## 例
ロンドン・ヒースロー空港向けのNOTAMの例：
```
A1234/06 NOTAMR A1212/06
Q)EGTT/QMXLC/IV/NBO/A/000/999/5129N00028W005
A)EGLL
B)06/09/05 05:00 UTC
C)07/04/30 05:00 UTC
E)DUE WIP TWY B SOUTH CLSD BTN 'F' AND 'R'. TWY 'R' CLSD BTN 'A' AND 'B' AND DIVERTED VIA NEW GREEN CL AND BLUE EDGE LGT. ADZ CTN

```

復号すると次のようになる：
（発行日時、発行機関は省略されている）
NOTAM NUMBER：A1234/06（NOTAM番号2006年A1234）
NATURE OF THE NOTAM：NOTAMR A1212/06（識別　NOTAM番号2006年A1212の変更）
FIR：EGTT（ロンドンFIR）
SUBJECT：MX = TWY（誘導路）
CONDITION：LC = Closed（閉鎖）
TRAFFIC：IV = IFR & VFR（計器飛行方式と有視界飛行方式）
PURPOSE：N = NOTAM selected for immediate attention of aircraft operators（航空機運航者が直ちに注意すべき情報）
PURPOSE：B = NOTAM selected for PIB entry（飛行前ブリテンに入力された情報）
PURPOSE：O = NOTAM Concerning Flight operations（運航に関する情報）
SCOPE：A = Aerodrome（範囲は飛行場）
LOWER LIMIT/UPPER LIMIT：000/999 = No information（高さを含まない情報）
GEOGRAPHICAL LOCATION：5129N00028W（地理的範囲の中心は北緯51度29分西経0度28分）
OPERATIONAL RADIUS：005（半径5NM）
AERODROME：EGLL（ロンドンヒースロー空港）
FROM：06/09/05 05:00 UTC（協定世界時で2006年9月5日5時0分＝日本標準時で同日14時0分から）
UNTIL：07/04/30 05:00 UTC（協定世界時で2007年4月30日5時0分＝日本標準時で同日14時0分まで）
DESCRIPTION：DUE WORK IN PROGRESS TAXIWAY B SOUTH CLOSED BETWEEN 'F' AND 'R'. TAXIWAY 'R' CLOSED BETWEEN 'A' AND 'B' AND DIVERTED VIA NEW GREEN CENTERLINE LIGHTS AND BLUE EDGE LIGHTS. ADVISE CAUTION.（内容＝工事中のためBサウス誘導路のFからRまでの間が閉鎖。R誘導路のAからBまでの間が閉鎖しており、かつ迂回路が新しい緑の中心線灯と青い誘導路灯で示されている。注意することを助言する。）
全ての項目が表示されている関西国際空港向けNOTAMの例：
```
200021 RJAAYNYX
(0042/11 NOTAMN
Q)RJJJ/QWGLW/IV/M/EW/000/035/3405N13513E006
A)RJBB B)1102010100 C)1102280800
D)0100/0800
E)PARA GLD FLT:
　1.FLT AREA: WI A RADIUS OF 10KM OF 340511N1351232E　
　　(ARIDAGAWA-CHO ARIDA-GUN IN WAKAYAMA)
　2.MAX ALT : 3500FT AMSL
　3.NR      : MAX 20
　4.WX COND : EXC RAINY WX
F)GND G)3500FT AMSL)

```

復号すると次のようになる：
ISSUED AT：200021（発行日時は20日協定世界時0時21分＝日本標準時同日9時21分）
ISSUED BY：RJAAYNYX（発行官署　航空情報センター）
NOTAM NUMBER：0042/11（NOTAM番号　2011年0042）
NATURE OF THE NOTAM：NOTAMN（識別　新規NOTAM）
FIR：RJJJ（福岡FIR）
SUBJECT：WG = Glider Flying（グライダー等の飛行）
CONDITION：LW = wiil take place（催行予定）
TRAFFIC：IV = IFR & VFR（計器飛行方式と有視界飛行方式）
PURPOSE：M = NOTAM for others（目的はその他の情報）
SCOPE：EW = Enroute, Navigation Warnings（範囲はエンルート、ナビゲーションウォーニング）
LOWER LIMIT/UPPER LIMIT：000/035 = FLIGHT LEVEL000/FLIGHT LEVEL035（高さは0フィートから3500フィート）
GEOGRAPHICAL LOCATION：3405N13513E（地理的範囲の中心は北緯34度5分東経135度13分）
OPERATIONAL RADIUS：006（半径6NM）
AERODROME：RJBB（関西国際空港）
FROM：1102010100（協定世界時で2011年2月1日1時0分＝日本標準時で同日10時0分から）
UNTIL：1102280800（協定世界時で2011年2月28日8時0分＝日本標準時で同日17時0分まで）
SCHEDULE：0100/0800（各日の協定世界時1時0分から8時0分＝日本標準時で10時0分から17時0分の間）
DESCRIPTION：PARA GLD FLT = Para Glider Flight（内容はパラグライダー飛行）
1.FLIGHT AREA: WITHIN A RADIUS OF 10KM OF 340511N1351232E（飛行区域は北緯34度5分11秒東経135度12分32秒から半径10KM以内）
(ARIDAGAWA-CHO ARIDA-GUN IN WAKAYAMA)（和歌山県有田郡有田川町）
2.MAXIMUM ALTITUDE : 3500FEET ABOVE MEAN SEA LEVEL（最高高度　海抜3,500フィート）
3.NUMBER      : MAXIMUM 20（数　最大20）
4.WEATHER CONDITION : EXCEPT RAINY WEATHER（天候条件　雨天を除く）
LOWER LIMIT：GROUND（下限高度は地上）
UPPER LIMIT：3500FEET ABOVE MEAN SEA LEVEL（上限高度は海抜3,500フィート）